# ویت پارک (مینیاپولیس)
ویت پارک (به انگلیسی: Waite Park) یک منطقهٔ مسکونی در ایالات متحده آمریکا است که در مینیاپولیس واقع شده‌است. ویت پارک ۵٬۲۴۴ نفر جمعیت دارد.